# Hildegard Stausberg
Hildegard Maria Agnes Stausberg (* 1948 in Köln) ist eine deutsche Journalistin und Hochschullehrerin. Sie gilt als Lateinamerikaspezialistin.

## Leben
Hildegard Stausberg studierte Geschichte, Politikwissenschaft, Volkswirtschaft und Rechtswissenschaft an den Universitäten Hamburg, Köln und Bonn.
Von 1971 bis 1972 studierte sie mit einem DAAD-Stipendium in Buenos Aires.
1975 promovierte sie bei Karl Dietrich Bracher in Bonn mit der Arbeit Argentinien und die Revolución Libertadora von 1955 bis 1958. Ein Beitrag zur Problematik postrevolutionärer Stabilisierungsprozesse, analysiert am Sturz Juan Domingo Peróns und der auf ihn folgenden Militärregierungen unter besonderer Berücksichtigung sowohl der verfassungsrechtlichen als auch der militär- und gewerkschaftspolitischen Entwicklung. Anschließend war sie Assistentin bei ihrem Doktorvater Bracher in Bonn.
Der Leiter des Auslandsressorts der Frankfurter Allgemeinen Zeitung, Robert Held, stellte Hildegard Stausberg 1980 ein. Bis 1987 berichtete sie über Lateinamerika in der FAZ-Nachrichtenredaktion. Von 1988 bis Ende April 1993 war sie Korrespondentin der Frankfurter Allgemeine Zeitung für Mexiko, Mittelamerika, die Karibik und Venezuela.
Ab 1. Mai 1993 leitete Hildegard Stausberg die Ibero-Lateinamerikanischen Programme der Deutschen Welle (DW) in Köln und war von 1. Dezember 1994 bis Ende Juli 1999 Chefredakteurin aller Fremdsprachenprogramme der DW. In der zweiten Hälfte der 1990er Jahre war sie Lehrbeauftragte an den Instituten für Politische Wissenschaften der Universitäten Köln und Bonn. Ab 1. August 1999 war sie dann Ressortleiterin Außenpolitik der Zeitung Die Welt in Berlin. Seit Januar 2001 war sie Diplomatische Korrespondentin dieser Zeitung. Nachdem sie 16 Jahr lang Vorstandsvorsitzende des Kölner Presseclubs gewesen war, ist sie seit 1. Januar 2021 Ehrenmitglied des Vorstands.

## Veröffentlichungen
- Hrsg.: Lateinamerika heute. Wirtschaft, Politik, Medien. Edition q, Berlin 1997
- Lateinamerika – Warum ich so gerne Landkarten lese Kolumne in Die Welt